# Maquiladora

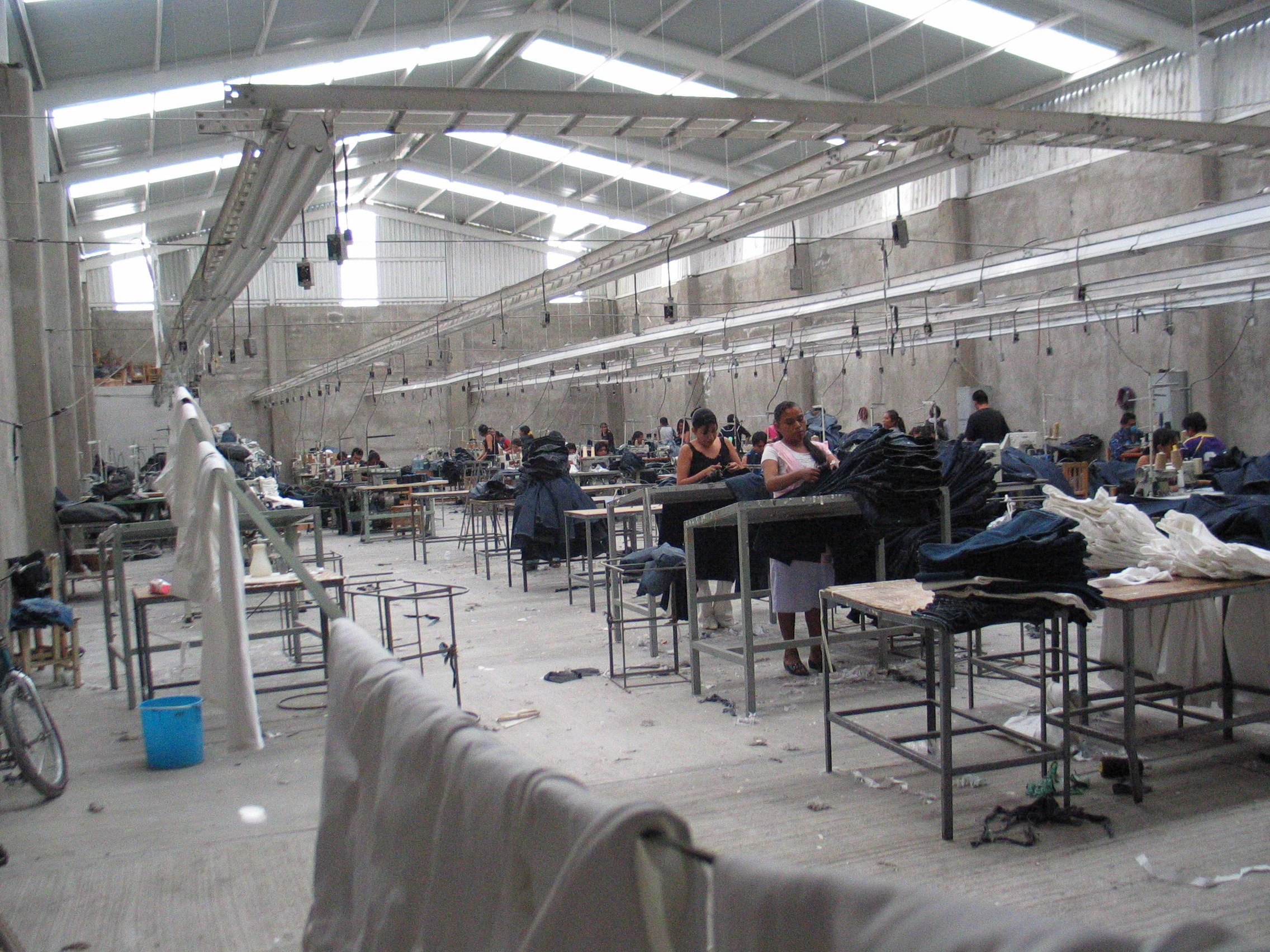
Wnętrze hali tekstylnej fabryki typu Maquiladora w Tijuanie

Maquiladora (zwane również maquila) – termin odnoszący się do fabryk państw NAFTA, opierających działalność na imporcie i eksporcie z USA.

## Charakterystyka
Są to fabryki korzystające ze strefy wolnego handlu w krajach NAFTA, zajmujące się importowaniem surowców, przetwarzaniem ich i eksportowaniem dalej. Wytworzyły się w specyficznych warunkach taniej siły roboczej w Meksyku, oraz możliwości znacznej redukcji kosztów wyrobu (omijanie cła i innych podatków).